# Goetzowie
Goetzowie – rodzina bawarska osiadła w Czechach, później w Galicji, gdzie otrzymała szlachectwo, a następnie tytuł baronowski. Słynna z browaru założonego w 1845 w Okocimiu w rejonie Brzeska. Najbardziej znani przedstawiciele rodziny to Jan Ewangelista Goetz, Jan Albin Goetz i Antoni Jan Goetz.
Jan Ewangelista Goetz po przybyciu do Polski założył w 1845 na ziemi brzeskiej Browar Okocim. Jego syn Jan Albin Goetz zbudował w Brzesku pałac Goetzów, otoczony rozległym kompleksem parkowym, i będący już dziś zabytkiem. Rodzina biznesmenów-filantropów przyczyniła się do znacznego rozwoju przemysłowego i kulturalnego Brzeska. Wielokrotnie fundowała np. wyposażenie kościołów, wspierała edukację młodzieży.
Obecnie przy browarze, w tzw. Starym Pałacu, znajduje się Izba Tradycji, zawierająca mnóstwo cennych eksponatów dotyczących rodziny Goetzów. Spadkobiercy rodziny zorganizowali w 1998 w filii Muzeum Okręgowego w Tarnowie na zamku w Dębnie wystawę pamiątek. Wystawa trwała przez jeden sezon, licząc od 26 maja 1998. W Archiwum Państwowym w Krakowie na Wawelu przechowywane są akta gospodarcze, korespondencja, plany i fotografie związane z rodziną Goetzów, natomiast Biblioteka Jagiellońska w Krakowie posiada w swych zbiorach rękopisy barona Jana Albina Goetza (fragmenty jego pamiętników).